# تخته‌بازار
تخته‌بازار مرکز شهرستان تخته‌بازار در استان مرو کشور ترکمنستان است. این شهر در گذشته پنج‌ده خوانده می‌شد.